# 버브 레코드

로고

버브 레코드(Verve Records)는 미국의 레코드 레이블이다. 1956년에 노먼 그랜즈에 의해 설립되었다. 현재는 유니버설 뮤직 그룹 (UMG)의 일부이다.